# Erblin Nushi
Erblin Nushi (geb. 3. Juni 1992 in Peja, Kosovo) ist in der Regiebranche für Filmprojekte bekannt, darunter das autobiografisch geprägte Werk I Love You More (2023).

## Leben
Die Kindheit und Jugend verbrachte Nushi als Kind einer Schneiderin und eines Malers in einer ländlichen Gegend des Kosovo, wobei diese Jahre von der Nachkriegszeit im Land geprägt waren. In der Jugendzeit erlebte Nushi die Herausforderungen des Heranwachsens in einer Umgebung, die noch nicht vollständig vom Krieg erholt war und in der moderne Technologien gerade erst aufkamen. Im Teenageralter waren Nushis Eltern in der Greencard-Lotterie erfolgreich und zogen in die Vereinigten Staaten. Dort studierte Nushi von 2013 bis 2015 Theater am Northern Virginia Community College und von 2016 bis 2018 Film- und Videostudien an der George Mason University.

## Wirken
Der Kurzfilm BINI, der vom Tag handelt, an dem die Familie Nushis während des Kosovo-Krieges 1999 zu Flüchtlingen wurde, gewann mehrere Jury- und Publikumspreise, einen Regional Student Emmy Award und wurde für einen Student Academy Award nominiert. Nushis Film I Love You More (2023), der im Kosovo und in Albanien gedreht wurde, spiegelt viele Aspekte des Lebens Nushis wider. Der Film erzählt die Geschichte eines Teenagers namens Ben, der in einer ländlichen Gegend im Kosovo lebt, eine Beziehung zu Leo, einem Jungen aus Deutschland, führt und eine Auseinandersetzung mit den gesellschaftlichen Herausforderungen einer gleichgeschlechtlichen Beziehung führt. Ein Kritiker in der taz meinte, der Film zeichne sich durch eine bemerkenswerte Selbstsicherheit in der filmischen Sprache aus und lobte die sensible Darstellung von Jugend, Sexualität und familiären Beziehungen.

## Filme (Auswahl)
- BINI (2018)
- I Love You More (2023)